# Birdseye
Birdseye är en kommun (town) i Dubois County i Indiana. Vid 2010 års folkräkning hade Birdseye 416 invånare.